# Maltitz-Pavillon

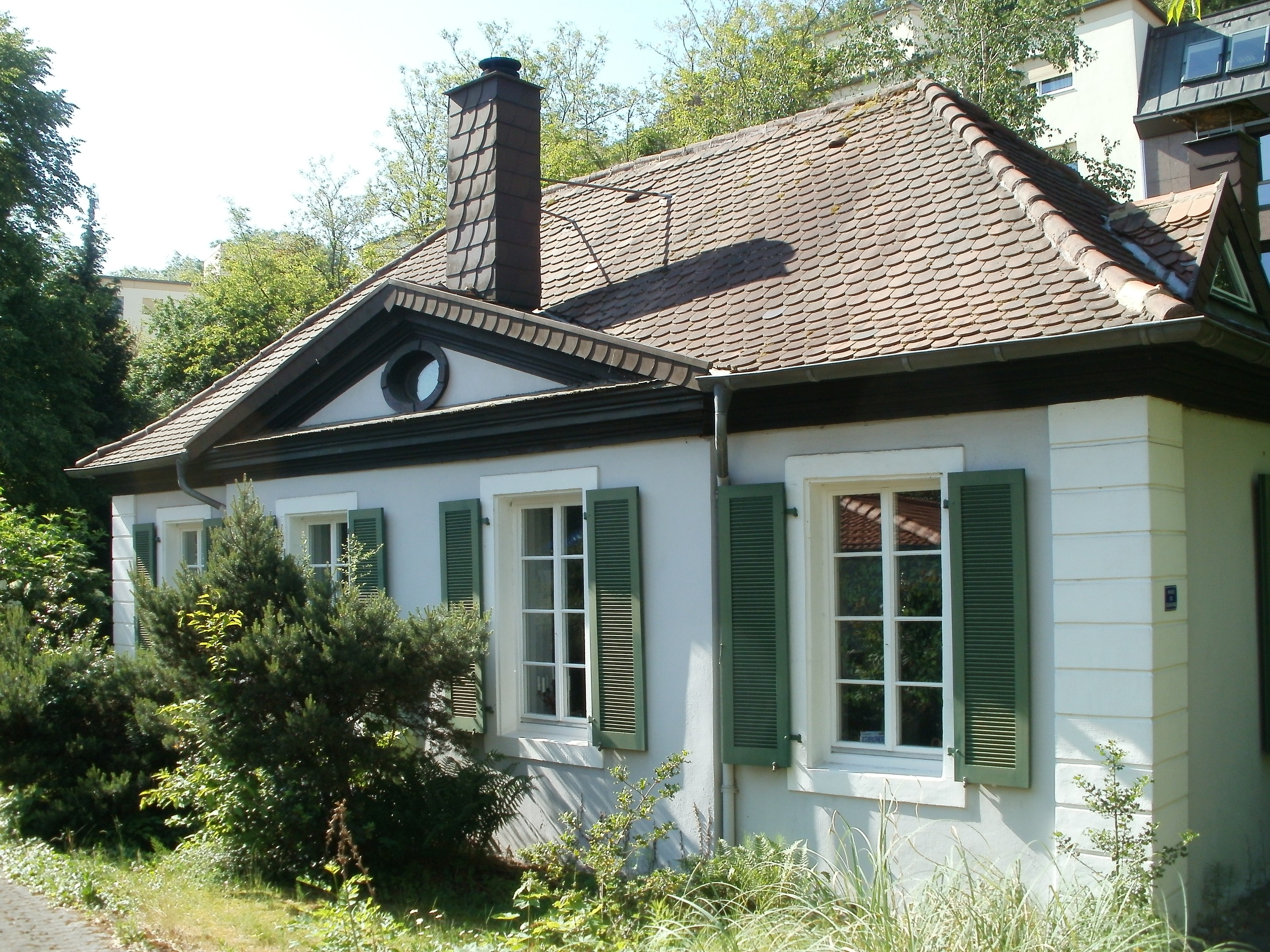
Der Maltitz-Pavillon ist heute Wohnhaus

Der Maltitz-Pavillon ist ein Barock-Gebäude in der Puccinistraße 2a im Saarbrücker Stadtteil St. Arnual. Der Pavillon steht als Einzeldenkmal unter Denkmalschutz.

## Geschichte
Das Gebäude wurde um 1780 als Gartenpavillon für Hofrat und Oberhofmarschall Karl Heinrich Franz von Maltitz erbaut. Nach dem Zweiten Weltkrieg verfiel das Gebäude zusehends und sollte eigentlich abgerissen werden, wurde jedoch in den 1980er Jahren restauriert und dient heute als Wohnhaus.

## Architektur
Der eingeschossige Bau mit Ecklisenen und übergiebeltem Mittelrisalit mit Ochsenauge war ursprünglich ein Gartenpavillon. Auch der rückwärtige Eingang besitzt einen Mittelrisalit und weist so einen streng symmetrischen Grundriss auf. Das Haus gilt als beispielhaft für die barocken Gartenhäuser aus der 2. Hälfte des 18. Jahrhunderts.